# Журиловка
Журиловка (рум. Jurilovca, рус. Журиловка) је насеље и седиште истоимене општине Журиловка у жупанији Тулча у Румунији. Према попису из 2021. у насељу је било 2.039 становника.
Журиловка се налази на југоистоку Румуније, смештено на северној обали језера Головица. На рту Долошман, 6 километара од Журиловке, налазе се остаци античког утврђења Аргамума (Оргаме) који су заштићени заједно са налазиштем на острву Бисерикуца као археолошко налазиште од националног значаја.

## Становништво
| 1992. | 2002. | 2011. | 2021. |
| ----- | ----- | ----- | ----- |
| 3.158 | 2.899 | 2.121 | 2.039 |

Према попису из 2021. у Журиловки је живело 2.039 становника што је за 82 мање (-3,87%) у односу на попис из 2011. када је било 2.121 становника.
Према попису из 2011. већину станоништва чинили су Липовани (69,12%), а од мањина највише је било Румуна (27,96%).
| Етнички састав према попису из 2011.‍ | Етнички састав према попису из 2011.‍ | Етнички састав према попису из 2011.‍ | Етнички састав према попису из 2011.‍ | Етнички састав према попису из 2011.‍ |
| ------------------------------------ | ------------------------------------ | ------------------------------------ | ------------------------------------ | ------------------------------------ |
|                                      |                                      |                                      |                                      |                                      |
| Липовани                             | Липовани                             |                                      | 1.466                                | 69,12%                               |
| Румуни                               | Румуни                               |                                      | 593                                  | 27,96%                               |
| Украјинци                            | Украјинци                            |                                      | 5                                    | 0,24%                                |
| Турци                                | Турци                                |                                      | 5                                    | 0,24%                                |
| Роми                                 | Роми                                 |                                      | 1                                    | 0,05%                                |
| Непознато                            | Непознато                            |                                      | 51                                   | 2,40%                                |